# Рош Холдинг
Рош е швейцарска транснационална компания, най-голямата в света фармацевтична компания, с обем на продажбите около 65 млрд. щ.д. Компанията Roche произвежда също реагенти и оборудване за медицински анализи. Понастоящем компанията извършва изследвания в областите онкология, вирусология, неврология и очни болести.
Предишното име на компанията е „Хофман – Рош“, а сега то е название на работното седалище на холдинга в град Базел, Швейцария. Дружеството „Рош Холдинг“ е регистрирано на Швейцарската борса (SWX) с индекс ROG.
Компанията има филиали на много места по целия свят, в това число и в София, България.
„Рош“ притежава американската биотехнологична компания Genentech и контролния пакет от акции на японската компания Chugai Pharmaceutical Co, както и базираните в САЩ компании Ventana и Foundation Medicine.
Наследниците на основателите на компанията, семействата Хофман и Оери, притежават половината от дружеството, 45% и 5% съответно. Друга швейцарска фармацевтична компания, Novartis, притежава 33% от компанията.
„Рош“ е пълноправен член на Европейската федерация на фармацевтичните индустрии и асоциации (EFPIA).

## История
Компанията е основана през 1896 г. от Фриц Хофман-Ла Рош. В ранните си години дружеството е известно с производството на различни химически препарати, витамини и техните производни. През 1897 г. в „Рош“ работят около 50 души, а през 1914 г. броят във всички страни надхвърля 700 сътрудници. През 1934 г. „Рош“ става първата компания, започнала масово производство на синтетичен витамин C под търговската марка Redoxon.
През 1957 г. започва производството на транквиланти, известни като бензодиазепини (най-известните са „Валиум“ и Rohypnol). Някои изотретиноинови препарати на Рош, като Accutane и Roaccutane, се използват и за химиотерапия за някои видове рак, но са свързвани с редица тежки странични ефекти, ставайки силно противоречиви, но изключително ефективни срещу коварната болест в същото време.
„Рош“ също така има много тестове на ХИВ и антиретровирусни лекарства. Компанията купува патентите за техниката на полимеразна верижна реакция през 1992 година. Започва да произвежда няколко вида лекарства срещу рак.
През 1976 г. става тежък производствен инцидент в химически завод в град Севезо, Италия (притежаван от дъщерно дружество на „Рош“). Вследствие на инцидента е предизвикано голямо замърсяване на района с диоксин.
През 2018 г. започва създаването на изследователска лаборатория в Шанхай, която ще стане една от ключовите за компанията, наравно с лабораториите в САЩ и Швейцария. Основна задача на този изследователски център е разработката на нови антибиотици, а също препарати за лечение на хепатит B и на възпалителни автоимунни заболявания. Пускът на новата лаборатория е планиран за 2019 г. Сумата на инвестициите в този проект се оценява на 125,87 млн. щ.д..
През март 2020 г. подразделението „Рош Диагностикс“ постигна значителен успех с одобрението от FDA на своя мащабен диагностичен тест за COVID-19, способен да анализира 1 400 – 8 800 проби в рамките на 24 часа с патентованата система за молекулярно тестване „Автоматичен анализатор 6800/8800“.

## Антидепресанти
През 1956 г. случайно е открит „Ипрониазид“ (Iproniazid) по време на експеримент, докато е извършвано синтезиране на „Изониазид“ (Isoniazid). Първоначално това лекарство е предназначено за по-ефективна борба с туберкулозата. То обаче показва, че има свой собствен положителен ефект върху някои хора, страдащи от депресия, като ги кара да се почувстват по-щастливи. След като става много популярен медикамент, „Ипрониазид“ е изтеглен от пазара в началото на 1960-те години поради странични токсични ефекти.

## В България
Начало на представителство на компанията в България е поставено през 1927 г., когато за пръв представител на „Рош“ в страната е назначен Петър Кацаров. През 1928 г. „Рош“ открива консигнационен склад в България.
През 1991 г. „Рош“ учредява самостоятелно бюро в София.
„Рош България“ ЕООД представлява „Рош“ в България и предлага около 50 съвременни лекарства за следните терапевтични области: онкология, вирусология, нефрология и трансплантация, ревматоиден артрит, остеопороза, отслабване и др.